# I Used to Think I Could Fly
I Used to Think I Could Fly (с англ. — «Я думала, что умею летать») — дебютный студийный альбом канадской певицы и автора песен Тейт Макрей, вышедший 27 мая 2022 года на лейбле RCA Records. Ему предшествовали синглы «Feel Like Shit», «She’s All I Wanna Be», «Chaotic» и «What Would You Do?». Макрей отправилась в тур в поддержку альбома в июне 2022 года. Альбом получил положительные отзывы музыкальных критиков и имел коммерческий успех, войдя в топ-10 в разных странах и дебютировав на тринадцатом месте в американском Billboard 200.

## История
В 2021 году Макрей рассказала NME, что анализировала «структуры» таких альбомов, как Blonde (2016), Billie Eilish When We All Fall Asleep, Where Do We Go? ' (2019) и After Hours от the Weeknd (2020) как возможные источники вдохновения для структуры её предстоящего альбома. В феврале 2022 года она объяснила People, что ряд её песен — это «просто записи в дневнике», и что когда у неё возникают «отвратительные чувства», она записывает их.

## Отзывы
| Совокупная оценка    | Совокупная оценка |
| Источник             | Оценка            |
| -------------------- | ----------------- |
| AnyDecentMusic?      | 6.9/10            |
| Metacritic           | 75/100            |
| Оценки критиков      |                   |
| Источник             | Оценка            |
| AllMusic             | [ 2 ]             |
| Clash                | 7/10              |
| DIY                  | [ 10 ]            |
| The Independent      | [ 11 ]            |
| The Line of Best Fit | 7/10              |
| Pitchfork            | 6.8/10            |
| Rolling Stone        | [ 3 ]             |
| The Telegraph        | [ 14 ]            |

Альбом получил положительные отзывы музыкальной критики и интернет-изданий, которые хвалили продюсирование, лирическое содержание, вокал Макрей и зрелость содержания. На сайте Metacritic, который присваивает нормализованный средний показатель из 100 баллов рецензиям от основных критиков, альбом получил средний балл 75 на основе 9 рецензий, что означает «в целом благоприятные отзывы».
Имс Тейлор из журнала DIY написал, что Макрей «выжимает все эмоциональные стопы» на альбоме, назвав её «доверяющей нам свои самые глубокие чувства […] утешительно универсальной». Тейлор также похвалил «пышный» вокал Макрей и заключил, что её «арсенал зазубренного поп-оружия обширен и может быть искусно использован, когда она захочет». Джон Амен написал в The Line of Best Fit, что «Хотя предыдущие работы Макрей были более сложно скомпонованы, её новые песни более доступны». Далее он заключил: «Новый альбом — это, по сути, первый серьёзный шаг Макрей в формировании отчётливого поп-присутствия». Написавшая рецензию для The Independent Ройсин О’Коннор нашла в альбоме «много беспокойства», заявив, что Макрей «торгует звуками R&B и поп-панка, которые были распространены в нулевые», при этом «подражая жёстким лирическим истинам своих сверстниц поколения Z, Billie Eilish и Olivia Rodrigo». О’Коннор считает, что Макрей «поёт так, будто она разваливается на части, но качество альбома говорит о том, что она взяла себя в руки».
Брэди Бикнер-Вуд из Pitchfork написал, что «даже когда она поёт о ненависти к себе, 18-летняя поп-звезда и танцовщица излучает развязность. Её полноформатный дебют доказывает, что она способна преодолеть вирусность в Интернете».

## Список композиций
| №                   | Название                | Автор(ы) | Продюсеры                     | Длительность |
| ------------------- | ----------------------- | --- | ----------------------------- | ------------ |
| 1.                  | «?»                     | Тейт Макрей | Дэвид Кук                     | 0:16         |
| 2.                  | «Don’t Come Back»       | McRae Lavell Webb Ryan Vojtesak Eldra DeBarge Etterlene DeBarge William DeBarge Cornell Haynes Jr. Jason Epperson Kaelyn Behr | Charlie Handsome Styalz Fuego | 2:32         |
| 3.                  | «I’m So Gone»           | McRae Kyle Stemberger Nikolaos Grivellas Keegan Bach                                                                          | KBeaZy Stemberger             | 2:26         |
| 4.                  | «What Would You Do?»    | McRae Alexander Glantz Charlie Puth Blake Slatkin                                                                             | Alexander 23 Puth Slatkin     | 2:46         |
| 5.                  | «Chaotic»               | McRae Victoria Zaro Greg Kurstin                                                                                              | Kurstin                       | 2:55         |
| 6.                  | «Hate Myself»           | McRae Zaro Puth Slatkin | Puth Slatkin                  | 2:53         |
| 7.                  | «What's Your Problem?»  | McRae Jeremy Dussolliet Jackson Foote                                                                                         | KBeaZy Foote                  | 2:47         |
| 8.                  | «She’s All I Wanna Be»  | McRae Kurstin | Kurstin                       | 3:27         |
| 9.                  | «Boy X»                 | McRae Glantz | Alexander 23                  | 3:46         |
| 10.                 | «You’re So Cool»        | McRae Billy Walsh Ali Tamposi Louis Bell Omer Fedi                                                                            | Bell Cook [v]                 | 2:50         |
| 11.                 | «Feel Like Shit»        | McRae Zaro Jacob Kasher Hindlin Russell Chell                                                                                 | Harris Chell                  | 3:23         |
| 12.                 | «Go Away»               | McRae Blake Harnage | Harnage                       | 3:33         |
| 13.                 | «I Still Say Goodnight» | McRae Finneas O'Connell | Finneas Cook [v]              | 3:08         |
| Общая длительность: | Общая длительность:     | Общая длительность: | Общая длительность:           | 36:42        |

## Чарты
| Чарт (2022)                         | Высшая позиция |
| ----------------------------------- | -------------- |
| Австралия (ARIA)                    | 10             |
| Австрия (Ö3 Austria)                | 22             |
| Бельгия/Фландрия (Ultratop)         | 15             |
| Бельгия/Валлония (Ultratop)         | 102            |
| Канада (Canadian Albums Chart)      | 3              |
| Чехия (ČNS IFPI)                    | 40             |
| Дания (Hitlisten)                   | 37             |
| Нидерланды (Album Top 100)          | 16             |
| Финляндия (Suomen virallinen lista) | 36             |
| Франция (SNEP)                      | 174            |
| Германия (Offizielle Top 100)       | 44             |
| Ирландия (IRMA)                     | 9              |
| Новая Зеландия (RMNZ)               | 5              |
| Норвегия (VG-lista)                 | 5              |
| Шотландия (Scottish Albums Chart)   | 7              |
| Испания (PROMUSICAE)                | 43             |
| Швеция (Sverigetopplistan)          | 28             |
| Швейцария (Schweizer Hitparade)     | 39             |
| Великобритания (UK Albums Chart)    | 7              |
| США (Billboard 200)                 | 13             |

## Сертификации
| Регион                                                                      | Сертификация | Продажи |
| --------------------------------------------------------------------------- | ------------ | ------- |
| Канада (Music Canada)                                                       | Золотой      | 40 000  |
| Данные о продажах + прослушиваниях приведены только на основе сертификации. |              |         |